# Wallenhorst
Wallenhorst település Németországban, azon belül Alsó-Szászország tartományban. Lakosainak száma 22 855 fő (2023. december 31.). Wallenhorst Bramsche, Belm, Osnabrück és Lotte községekkel határos.

## Népesség
A település népességének változása:
| Lakosok száma | 23 125 | 22 981 | 23 081 | 22 867 | 22 989 | 22 855 |
|               | 2016   | 2017   | 2019   | 2021   | 2022   | 2023   |